# Magosfalu
Magosfalu település Romániában, Máramaros megyében.

## Fekvése
Máramaros megye nyugati részén, Kővárhosszúfalutól északra, a Szamos folyó jobb partján fekvő település.

## Története
A település nevét a korabeli oklevelek 1405-ben említik először, Magasfalwa néven.
Magosfalu a kővári uradalom része volt, és a Drágfiak birtoka volt egészen a XVI. század közepéig, azontúl mindvégig a Kővárvidék sorsában osztozott.
A 20. század elején a településnek nagyobb birtokosa nem volt.
A trianoni békeszerződésig Magosfalu Szatmár vármegyéhez tartozott.